# چقدر خوب می‌شد
چقدر خوب می‌شد (به انگلیسی: It Would Be So Nice) تک‌آهنگی از گروه سایکدلیک راک پینک فلوید است که توسط ریچارد رایت نوشته شده و چهارمین تک‌آهنگ گروه است که منتشر شده‌است. این آهنگ در آلبوم یادگاره‌ها قرا نگرفت و قبل از انتشار مجموعه جعبه‌ای بدرخش تنها در آلبوم ارباب‌هایی از راک قابل دسترس بود.
دو نسخه از این تک‌آهنگ با کمی تفاوت در شعرش موجود است. نسخه اول از شعر، اشاره‌ای گذرا به یکی از روزنامه‌های انگلیسی به نام Evening Standard دارد، این از دید بی‌بی‌سی یک نوع تبلیغ به حساب می‌آمد و گروه مجبور شد زمان‌اضافه‌ای صرف کند و شعر را به Daily Standard تغییر بدهد.

## سازندگان و مشارکت کنندگان
- راجر واترز - گیتار بیس، همخوان
- نیک میسن - درام
- ریچارد رایت - پیانو، خوانندهٔ اصلی
- دیوید گیلمور -گیتار